# Muszlowiec wielopręgi
Muszlowiec wielopręgi (Lamprologus multifasciatus) – gatunek słodkowodnej ryby z rodziny pielęgnicowatych (Cichlidae). Często zaliczany do rodzaju Neolamprologus. Bywa hodowany w akwariach.

## Występowanie
Litoral piaszczysty jeziora Tanganika w Afryce, na głębokości do 10 m. Gatunek endemiczny.

## Opis
Ciało lekko bocznie spłaszczone, beżowo-szare do ciemnobrązowego z pionowymi pręgami.
Stosunkowo spokojne, czasem płochliwe ryby. Agresję okazują jedynie w okresie rozrodu. Dobierają się w pary. Za swoją kryjówkę i miejsce rozrodu obierają pustą muszlę ślimaka. Samica składa w muszli do 20 ziaren ikry. Larwy wykluwają się po ok. 3 dniach, a po kolejnych 7 dniach narybek rozpoczyna samodzielne żerowanie. Ikrą i narybkiem opiekują się obydwoje rodzice. Mogą tworzyć rodziny wielopokoleniowe na wspólnym terytorium.
Dymorfizm płciowy: samce osiągają ok. 4 cm długości, są nieco większe od samic, które dorastają do 3 cm i są ciemniejsze. Samce mają dłuższe płetwy brzuszne.

## Warunki w akwarium
| Zalecane warunki w akwarium | Zalecane warunki w akwarium                                            |
| --------------------------- | ---------------------------------------------------------------------- |
| Zbiornik                    | minimum 60 cm dla jednej lub dwu par, piaszczyste dno, muszle ślimaków |
| Temperatura wody            | 25 – 28 °C                                                             |
| Twardość wody               | twarda 8 – 25°n                                                        |
| Skala pH                    | 7,5 – 8,5                                                              |
| Pokarm                      | drobny żywy, mrożony i suchy                                           |